# وريدة
الوريدة (بالإنجليزية: Rosette)‏ في علم النبات مصطلح يستعمل لوصف ترتيب الأوراق في النبات. يقصد به خروج الأوراق من مستوى واحد قريب من سطح الأرض يعطي للنبات شكلاً دائرياً.

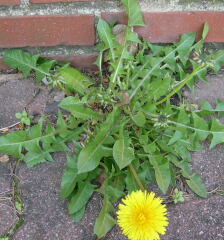
أوراق الطرخشقون تنمو على شكل وريدة

من الأمثلة على هذا النمط من الأوراق بعض نباتات الفصائل النجمية مثل الطرخشقون والغدبية مثل البوصير الشائع والصليبية مثل الملفوف.